# Centruroides bulbifera
Centruroides bulbifera là một loài bọ cánh cứng trong họ Cerambycidae.